# 최형현
최형현(1972년 3월 28일 ~)은 삼성 라이온즈, LG 트윈스의 전 야구 선수다. 포항제철공업고등학교를 졸업했다.

## 등번호
- 55 (1991~1996)
- 22 (1997)

## 같이 보기
- 1997년 LG 트윈스 시즌